# Julio Marenales
Julio Ángel Marenales Sainz, més conegut com a Julio Marenales o pel pseudònim «el vell Julio», (Canelones, 24 de gener de 1930 - Salto, 14 de maig de 2019) va ser un activista polític i guerriller uruguaià, pertanyent al Moviment d'Alliberament Nacional-Tupamaros (MLN-T).

## Trajectòria
D'ofici obrer picapedrer, de jove també va treballar com a fuster. L'any 1956 va finalitzar els seus estudis a l'Escola Nacional de Belles Arts, on també va exercir la docència. Als 34 anys va participar en la fundació del MLN-T.
Durant la dècada del 1960 i principis de la de 1970 va desenvolupar activitats de guerrilla urbana, participant en nombrosos operatius guerrillers. L'any 1972 va ser pres per accions delictives i sedicioses contràries a la constitució i l'ordenament jurídic de l'Uruguai, romanent reclòs fins a 1985. Alliberat amb l'adveniment de la democràcia, va reiniciar les seves activitats al MLN-T en els aspectes organitzatius i ideològics, encara que a partir d'aleshores sense optar per la via armada.
Davant la integració dels Tupamaros al Front Ampli, va impulsar la formació del Moviment de Participació Popular (MPP), encara que sense postular-se com a càrrec electe. Va ser percebut com a cap de l'ala radical del MPP. L'any 2006 va encapçalar un important corrent que va tenir una nodrida votació en les eleccions internes del MPP. A les acaballes de 2009, davant la victòria electoral del candidat tupamaro José Mujica, va plantejar la possibilitat de debats ideològics a l'interior de la seva força política i va proposar que els seus militants s'integrin a càrrecs de govern. Al novembre de 2010 va reclamar major coparticipació dels sectors populars en la conducció del Front Ampli, al que considerava afectat per «mètodes de conducció diferents». El març de 2011 la seva línia es va imposar dins del MPP.
Va morir el 24 de maig de 2019 a la ciutat uruguaiana de Salto, als 89 anys.